# Trophée Albert Hassler
Die Trophée Albert Hassler ist eine Eishockeytrophäe der Ligue Magnus, der höchsten französischen Eishockeyspielklasse. Die Trophäe wird seit 1978 an den besten französischen Spieler der Ligue Magnus vergeben und ist nach Albert Hassler benannt, der in den 1920er und 1930er Jahren populär in Frankreich war. Rekordgewinner der Trophäe sind mit je vier Auszeichnungen Maurice Rozenthal und Christophe Ville.

## Gewinner
| Jahr    | Spieler                         | Team                                                     |
| ------- | ------------------------------- | -------------------------------------------------------- |
| 2023/24 | Anthony Rech                    | Dragons de Rouen                                         |
| 2022/23 | Sacha Treille                   | Brûleurs de Loups de Grenoble                            |
| 2021/22 | Damien Fleury                   | Brûleurs de Loups de Grenoble                            |
| 2020/21 | Anthony Guttig                  | Dragons de Rouen                                         |
| 2019/20 | Damien Fleury                   | Brûleurs de Loups de Grenoble                            |
| 2018/19 | Guillaume Leclerc               | Brûleurs de Loups de Grenoble                            |
| 2017/18 | Julien Correia                  | Lyon Hockey Club                                         |
| 2016/17 | Anthony Rech                    | Gap Hockey Club                                          |
| 2015/16 | Yorick Treille Anthony Rech     | Rouen Hockey Élite 76 Gap Hockey Club                    |
| 2014/15 | Julien Desrosiers               | Rouen Hockey Élite 76                                    |
| 2013/14 | Nicolas Ritz                    | Club des Patineurs et Hockeyeurs Dijonnais               |
| 2012/13 | Florian Hardy                   | Association des Sports de Glisse d’Angers                |
| 2011/12 | Anthony Guttig                  | Club des Patineurs et Hockeyeurs Dijonnais               |
| 2010/11 | Kévin Hecquefeuille             | Gothiques d’Amiens                                       |
| 2009/10 | Damien Fleury                   | Brûleurs de Loups de Grenoble                            |
| 2008/09 | Baptiste Amar Julien Desrosiers | Brûleurs de Loups de Grenoble Diables Rouges de Briançon |
| 2007/08 | Baptiste Amar                   | Brûleurs de Loups de Grenoble                            |
| 2006/07 | Jonathan Zwikel                 | Pingouins de Morzine-Avoriaz                             |
| 2005/06 | Maurice Rozenthal               | Ours de Villard-de-Lans                                  |
| 2004/05 | Laurent Meunier                 | Brûleurs de Loups de Grenoble                            |
| 2003/04 | Laurent Meunier                 | Brûleurs de Loups de Grenoble                            |
| 2002/03 | Laurent Gras                    | Gothiques d’Amiens                                       |
| 2001/02 | Christian Pouget                | Brûleurs de Loups de Grenoble                            |
| 2000/01 | Maurice Rozenthal               | Gothiques d’Amiens                                       |
| 1999/00 | Maurice Rozenthal               | Gothiques d’Amiens                                       |
| 1998/99 | Maurice Rozenthal               | Gothiques d’Amiens                                       |
| 1997/98 | Cristobal Huet                  | Brûleurs de Loups de Grenoble                            |
| 1996/97 | Arnaud Briand                   | Reims Champagne Hockey                                   |
| 1995/96 | Arnaud Briand                   | Reims Champagne Hockey                                   |
| 1994/95 | Christian Pouget                | Chamonix Hockey Club                                     |
| 1993/94 | Franck Saunier                  | Dragons de Rouen                                         |
| 1992/93 | Pierre Pousse                   | Gothiques d’Amiens                                       |
| 1991/92 | Christophe Ville                | Chamonix Hockey Club                                     |
| 1990/91 | Christophe Ville                | Brûleurs de Loups de Grenoble                            |
| 1989/90 | Philippe Bozon                  | Brûleurs de Loups de Grenoble                            |
| 1988/89 | Yves Crettenand                 | Dragons de Rouen                                         |
| 1987/88 | Pierre Pousse                   | Mont-Blanc HC                                            |
| 1986/87 | Christian Pouget                | Gap Hockey Club                                          |
| 1985/86 | Stéphane Botteri                | Aigles de Saint Gervais                                  |
| 1984/85 | Thierry Chaix Yves Crettenand   | Gap Hockey Club Chamonix Hockey Club                     |
| 1983/84 | Christophe Ville                | Aigles de Saint Gervais                                  |
| 1982/83 | Christophe Ville                | Aigles de Saint Gervais                                  |
| 1981/82 | Daniel Maric                    | Brûleurs de Loups de Grenoble                            |
| 1980/81 | Philippe Treille                | Brûleurs de Loups de Grenoble                            |
| 1979/80 | Bernard Le Blond                | Brûleurs de Loups de Grenoble                            |
| 1978/79 | Philippe Rey                    | Chamonix Hockey Club                                     |
| 1977/78 | Jean Vassieux                   | Ours de Villard-de-Lans                                  |